# Samuel del Campo
Samuel del Campo (n. 23 mai 1882, Linares, regiunea Maule, Chile – d. 1960, Paris, Franța) a fost un diplomat al ambasadei Chile din România care a salvat circa 1.200 de evrei din Cernauți de la deportare în Transnistria, fiind recunoscut de Yad Vashem ca Drept între popoare.

## Biografie
Între anii 1941 și 1943 del Campo a lucrat la București ca diplomat la ambasada din Chile. 

### Salvarea evreilor
Dupa înființarea ghetoului din Cernauți în octombrie 1941, au început deportările evreilor în Transnistria. Del Campo a început să elibereze pașapoarte chiliene evreilor, ceva ce nu era în mod clar în conformitate cu politica guvernului chilian.
Dupa reluarea deportarilor în iunie 1942, Del Campo a intervenit pe lângă autoritățile române în favoarea evreilor care se aflau sub protecția ambasadei Chile. 

În primăvara anului 1943, dupa ce relațiile diplomatice dintre Chile și România au fost întrerupte și Elveția a început să reprezinte interesele statului Chile, aceștia din urma au clarificat că „ar prefera să nu se acorde noi pașapoarte fără aprobarea Ministerului Afacerilor Externe din Chile."

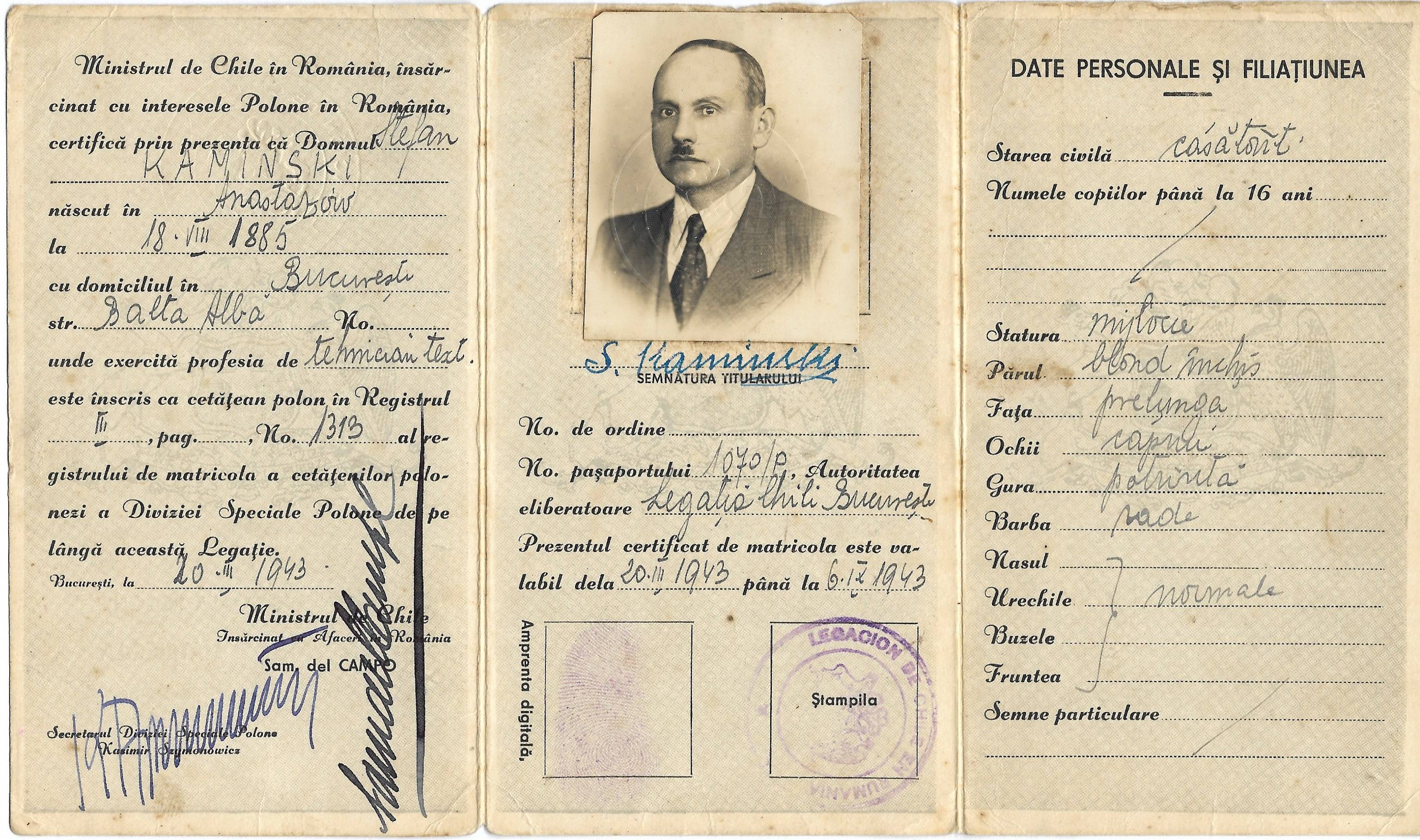
Carte de identitate specială de refugiat polonez eliberată la București 1943 de Samuel del Campo.

### După război
Deși del Campo a fost numit ulterior consul general la Zurich, acest lucru nu a mai intrat în vigoare. Del Campo nu a mai revenit în slujba Ministerului de Externe al Chile și a murit la Paris în 1960.

### Recunoaștere ca "Drept între popoare"
Dupa estimarile Yad Vashem, del Campo a salvat 1.200 de evrei din Cernauți de la deportarea în Transnistria și de la moarte acordându-le pașapoarte chiliene. Acesta a fost recunoscut ca Drept între popoare în 2016.